# Macromia daimoji
Macromia daimoji – gatunek ważki z rodziny Macromiidae.